# Edwin Davis
Edwin F. Davis (28 mei 1846 - 26 mei 1923) was een Amerikaans beul. 
Davis was de eerste "State Electrician" van de staat New York. Hij breidde de elektrische stoel zodanig uit, dat deze effectief voor executies gebruikt kon worden. In 1890 voerde hij als eerste beul met de elektrische stoel de executie van William Kemmler uit. In 1899 voerde Davis ook de eerste elektrocutie op een vrouw uit, Martha M. Place. 
In totaal voerde hij 240 executies uit tussen 1890 en 1914.

## Bekende executies
- William Kemmler
- Martha M. Place
- Leon Czolgosz